# Sydsvenskan

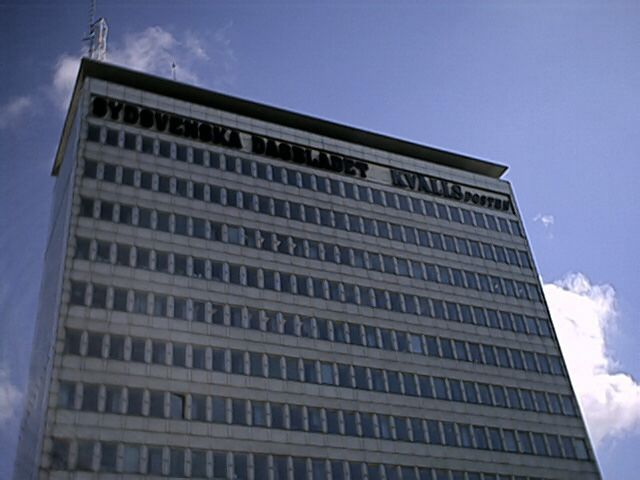
Verlagsgebäude in Malmö

Sydsvenskan (ältere Bezeichnungen: Sydsvenska Dagbladet und Sydsvenska Dagbladet Snällposten) ist eine schwedische Morgenzeitung mit einer täglichen Auflage von etwa 130.000 Exemplaren. Der überwiegende Teil der Abonnenten wohnt in Schonen und angrenzenden Regionen.
Die Zeitung wird seit 1848 in Malmö herausgegeben und bezeichnet sich in politischer Hinsicht als „unabhängig liberal“ (oberoende liberal). Sie gehört zum Verlag Tidningens AB Marieberg, einer Tochtergesellschaft von Bonnier. Chefredakteur und verantwortlicher Herausgeber ist Jonas Kanje. CEO ist Anders Eriksson. Politische Chefredakteurin und Chefin des Leitartikels ist seit Oktober 2005 Heidi Avellan. Leiterin der Kulturredaktion ist seit Oktober 2018 Ida Ölmedal.
Sydsvenskan erscheint in drei Ausgaben, wobei die am weitesten von Malmö entfernt liegenden Haushalte zuerst beliefert werden. Bewohner von Malmö erhalten dagegen eine neuere Ausgabe.